# María Hadad Castillo
María Hadad Castillo (Chetumal, Quintana Roo) es una política mexicana, antiguo miembro del Partido Revolucionario Institucional. Entre varios cargos políticos, fue diputada local y federal.

## Biografía
Es licenciada en Derecho por la Universidad de Quintana Roo y maestra en Derecho por el Instituto de Formación e Investigaciones Jurídicas de Michoacán.,
Su primer puesto público fue jefa del departamento de Planeación y Desarrollo del Consejo Quintanarroense de la Juventud de 1999 a 2001, y luego de 2001 a 2003 fue directora general de Servicios Juveniles de la Comisión para la Juventud y el Deporte. Entre 2003 y 2005 fue directora general de la Fundación Zazil-Be, institución de asistencia privada.
En 2005, al iniciar su administración el gobernador Félix González Canto, la nombró directora general del Sistema DIF de Quintana Roo hasta 2006, y de 2006 a 2007 fue por primera ocasión directora general del Instituto Quintanarroense de la Mujer por nombramiento del mismo titular del ejecutivo estatal. 
En las elecciones de 2008 fue candidata del PRI a diputada local por el distrito 2, siendo elegida a la XII Legislatura del Congreso del Estado de Quintana Roo que concluyó en 2011 y en la que fue presidenta de la Comisión de Equidad y Género.
Al término, en 2011, al iniciarse el nuevo gobierno estatal encabezado por Roberto Borge Angulo, ésta la designa directora general de la Beneficencia Pública del estado, cargo en que duró hasta 2015, y de 2015 a 2016 fue por segunda ocasión, titular del Instituto Quintanarroense de la Mujer.
Dejó la titularidad del Instituto de la Mujer para asumir el cargo del diputada federal por el Distrito 2 de Quintana Roo, al que había sido elegida como suplente desde 2015 siendo diputada propietaria Arlet Mólgora Glover. Mólgora solicitó licencia para ser candidata del PRI a presidenta municipal de Othón P. Blanco en las elecciones de 2016 y en consecuencia María Hadad asumió como diputada federal el 30 de marzo de dicho año, a la LXIII Legislatura y permaneció en el cargo hasta el 8 de junio siguiente, en que Arlet Mólgora se reincorporó a él tras haber resultado derrotada en la elección al ayuntamiento.
En las elecciones de 2018 fue candidata del PRI a presidenta municipal de Othón P. Blanco —cuya cabecera es la capital estatal Chetumal—, quedando en tercer lugar de la votación, tras los candidatos de Morena Hernán Pastrana Pastrana y del PAN-PRD Fernando Zelaya Espinoza; pero resultando elegida decimosegunda regidora del ayuntamiento para el periodo de 2018 a 2021. El 7 de enero de 2019 anunció la renuncia a su militancia en el PRI y se declaró regidora independiente.
El 29 de septiembre de 2022 fue nombrada por tercera ocasión como directora general del Instituto Quintanarroense de la Mujer por la gobernador María Elena Lezama Espinosa.